# Copa de Eslovenia
La Copa de Fútbol de Eslovenia (en esloveno: Pokal Nogometne zveze Slovenije, también conocida como Hervis Pokal) es el torneo de eliminatorias más alto del fútbol de Eslovenia y la segunda competición más importante más importante después del campeonato Prva SNL. La copa se estableció en 1991 después de que los clubes locales habían abandonado la Primera Liga de Yugoslavia y la Copa de Yugoslavia tras la disolución de Yugoslavia. 
La copa es disputada por un total de 28 clubes: 18 del nivel inferior clasificados a través de copas regionales organizadas por la Federación Eslovena de Fútbol y se reducen a seis clubes a través de la ronda preliminar y la primera ronda. Luego se unieron los 10 clubes de primera división que entran automáticamente en la segunda ronda. Los partidos se juegan en un solo partido con eliminación directa hasta los cuartos de final y las semifinales, cuando los partidos se juegan de ida y vuelta y el resultado global se tienen en cuenta. Desde 2005 la final también se celebra con un solo partido, a pesar de que era un asunto de ida y vuelta en el período comprendido entre 1994 y 2004.
El campeón accede a la segunda ronda de clasificación de la Liga Europea de la UEFA.
Hasta 2010, un total de 13 clubes han llegado a la final de la Copa y el equipo más laureado en la historia de la competición es Maribor, que ha triunfado seis veces en sus ocho apariciones en la final de la copa. Le siguen Olimpija, que ganó cuatro títulos antes de retirarse en 2004. Primorje tiene el récord de más partidos en la final sin haber ganado el título, terminando como subcampeón en tres finales consecutivas entre 1996 y 1998. Aluminij es el único equipo de fuera de la máxima categoría que logró llegar a la final de copa, después de haber acabado como subcampeón en 2002 después de ser derrotado 6-1 por el ND Gorica. Los equipos ND Lendava 1903 en 2020 y ND Gorica en 2024 igualaron la gesta del Aluminij pero ambos perdieron la final también.

## Palmarés
- Para campeones anteriores véase Copa de la República de Eslovenia.
| Temporada | Campeón                   | Resultado        | Finalista                 | Sede de la final                                                      |
| --------- | ------------------------- | ---------------- | ------------------------- | --------------------------------------------------------------------- |
| 1991–92   | NK Maribor                | 0 - 0 (4–3 pen.) | Olimpija Ljubljana        | Estadio Stožice, Liubliana                                            |
| 1992–93   | Olimpija Ljubljana        | 2 - 1            | NK Celje                  | Estadio Skalna klet, Celje                                            |
| 1993–94   | NK Maribor                | 0 - 1, 3 - 1     | NK Mura                   | Estadio Fazanerija, Murska Sobota Estadio Ljudski vrt, Maribor        |
| 1994–95   | NK Mura                   | 1 - 1, 1 - 0     | NK Celje                  | Estadio Skalna klet, Celje Estadio Fazanerija, Murska Sobota          |
| 1995–96   | Olimpija Ljubljana        | 1 - 0, 1 - 1     | Primorje Ajdovščina       | Ajdovščina Stadium, Ajdovščina Bežigrad Stadium, Ljubljana            |
| 1996–97   | NK Maribor                | 0 - 0, 3 - 0     | Primorje Ajdovščina       | Ajdovščina Stadium, Ajdovščina Estadio Ljudski vrt, Maribor           |
| 1997–98   | Rudar Velenje             | 1 - 2, 3 - 0     | Primorje Ajdovščina       | Ajdovščina Stadium, Ajdovščina Ob Jezeru City Stadium, Velenje        |
| 1998–99   | NK Maribor                | 3 - 2, 2 - 0     | Olimpija Ljubljana        | Bežigrad Stadium, Ljubljana Estadio Ljudski vrt, Maribor              |
| 1999–00   | Olimpija Ljubljana        | 1 - 2, 2 - 0     | Korotan Prevalje          | Stadion na Prevaljah, Prevalje Bežigrad Stadium, Ljubljana            |
| 2000–01   | ND Gorica                 | 0 - 1, 4 - 2     | Olimpija Ljubljana        | Bežigrad Stadium, Ljubljana Nova Gorica Sports Park, Nova Gorica      |
| 2001–02   | ND Gorica                 | 4 - 0, 2 - 1     | Aluminij Kidričevo        | Nova Gorica Sports Park, Nova Gorica Kidričevo Sports Park, Kidričevo |
| 2002–03   | Olimpija Ljubljana        | 1 - 1, 2 - 2 (v) | NK Celje                  | Bežigrad Stadium, Ljubljana Estadio Skalna klet, Celje                |
| 2003–04   | NK Maribor                | 4 - 0, 3 - 4     | NK Dravograd              | Estadio Ljudski vrt, Maribor Dravograd Sports Centre, Dravograd       |
| 2004–05   | NK Celje                  | 1 - 0            | ND Gorica                 | Arena Petrol, Celje                                                   |
| 2005–06   | NK Koper                  | 1 - 1 (5–3 pen.) | NK Celje                  | Arena Petrol, Celje                                                   |
| 2006–07   | NK Koper                  | 1 - 0            | NK Maribor                | Arena Petrol, Celje                                                   |
| 2007–08   | Interblock Ljubljana      | 2 - 1            | NK Maribor                | Arena Petrol, Celje                                                   |
| 2008–09   | Interblock Ljubljana      | 2 - 1            | NK Koper                  | Estadio Ljudski vrt, Maribor                                          |
| 2009–10   | NK Maribor                | 3 - 2            | NK Domžale                | Estadio Ljudski vrt, Maribor                                          |
| 2010–11   | NK Domžale                | 4 - 3            | NK Maribor                | Estadio Stožice, Liubliana                                            |
| 2011–12   | NK Maribor                | 2 - 2 (3–2 pen.) | NK Celje                  | Estadio Stožice, Liubliana                                            |
| 2012–13   | NK Maribor                | 1 - 0            | NK Celje                  | Estadio Bonifika, Koper                                               |
| 2013–14   | ND Gorica                 | 2 - 0            | NK Maribor                | Estadio Bonifika, Koper                                               |
| 2014–15   | NK Koper                  | 2 - 0            | NK Celje                  | Estadio Bonifika, Koper                                               |
| 2015–16   | NK Maribor                | 2 - 2 (7–6 pen.) | NK Celje                  | Estadio Bonifika, Koper                                               |
| 2016–17   | NK Domžale                | 1 - 0            | Olimpija Ljubljana (2005) | Estadio Bonifika, Koper                                               |
| 2017–18   | Olimpija Ljubljana (2005) | 6 - 1            | Aluminij Kidričevo        | Estadio Stožice, Liubliana                                            |
| 2018–19   | Olimpija Ljubljana (2005) | 2 - 1            | NK Maribor                | Estadio Z'dežele, Celje                                               |
| 2019–20   | NŠ Mura                   | 2 - 0            | ND Nafta                  | NNC Brdo, Predoslje                                                   |
| 2020–21   | Olimpija Ljubljana (2005) | 2 - 1            | NK Celje                  | Estadio Bonifika, Koper                                               |
| 2021–22   | NK Koper                  | 3 - 1            | NK Bravo                  | Estadio Z'dežele, Celje                                               |
| 2022–23   | Olimpija Ljubljana (2005) | 2 - 1            | NK Maribor                | Estadio Z'dežele, Celje                                               |
| 2023–24   | NK Rogaška                | 1 - 1 (6–5 pen.) | ND Gorica                 | Estadio Stožice, Liubliana                                            |
| 2024–25   | NK Celje                  | 4 - 0            | FC Koper                  | Estadio Stožice, Liubliana                                            |

## Títulos por club
| Club                         | Campeón | 2º | Años campeón                                         |
| ---------------------------- | ------- | -- | ---------------------------------------------------- |
| NK Maribor                   | 9       | 6  | 1992, 1994, 1997, 1999, 2004, 2010, 2012, 2013, 2016 |
| NK Olimpija Ljubljana †      | 4       | 3  | 1993, 1996, 2000, 2003                               |
| NK Koper                     | 4       | 2  | 2006, 2007, 2015, 2022                               |
| NK Olimpija Ljubljana (2005) | 4       | 1  | 2018, 2019, 2021, 2023                               |
| ND Gorica                    | 3       | 2  | 2001, 2002, 2014                                     |
| NK Celje                     | 2       | 9  | 2005, 2025                                           |
| NK Domžale                   | 2       | 1  | 2011, 2017                                           |
| Interblock Ljubljana         | 2       | –  | 2008, 2009                                           |
| NK Mura †                    | 1       | 1  | 1995,                                                |
| NK Rudar Velenje             | 1       | –  | 1998                                                 |
| NŠ Mura                      | 1       | –  | 2020                                                 |
| NK Rogaška                   | 1       | –  | 2024                                                 |
| NK Primorje †                | –       | 3  | ---                                                  |
| NK Aluminij Kidričevo        | –       | 2  | ---                                                  |
| NK Korotan Prevalje †        | –       | 1  | ---                                                  |
| NK Dravograd                 | –       | 1  | ---                                                  |
| ND Nafta                     | –       | 1  | ---                                                  |
| NK Bravo                     | –       | 1  | ---                                                  |

- † Equipo desaparecido.